# Thenambakkam
Thenambakkam is een census town in het district Kanchipuram van de Indiase staat Tamil Nadu. 

## Demografie
Volgens de Indiase volkstelling van 2001 wonen er 9257 mensen in Thenambakkam, waarvan 51% mannelijk en 49% vrouwelijk is. De plaats heeft een alfabetiseringsgraad van 65%. 